# كانغ جاي وون
كانغ جاي وون مواليد 30 نوفمبر 1965 في بتشون، غيونغي، كوريا الجنوبية، هو لاعب كرة يد كوري جنوبي معتزل أصبح مدرباً. يدرب حاليا منتخب كوريا الجنوبية لكرة اليد للسيدات. شارك في دورة الألعاب الأولمبية الصيفية سنة 1988. حقق المركز الأول في دورة الألعاب الآسيوية 1986.

## سجل المنافسة
شارك في البطولات التالية:
- الألعاب الأولمبية الصيفية 2012
- بطولة العالم لكرة اليد للسيدات 2011

## الإنجازات
- الدوري السويسري لكرة اليد : 1990، 1991 1994، 1995، 1996، 1997، 1998، 2002
- جائزة أفضل لاعب في العالم في كرة اليد - 1989

## روابط خارجية
- كانغ جاي وون على موقع أوليمبيديا (الإنجليزية)